# Mario Party Superstars
Mario Party Superstars – imprezowa, zręcznościowa gra komputerowa stworzona przez NDcube i opublikowana przez Nintendo na Nintendo Switch. Jest to dwunasta gra z serii Mario Party na konsole stacjonarne po grze Super Mario Party z 2018 roku. Gra została ogłoszona na E3 2021 i została opublikowana światowo 29 października 2021
Gra zawiera pięć odtworzonych map z gier Mario Party na Nintendo 64, m.in. Mario Party, Mario Party 2 oraz Mario Party 3; dodatkowo, gra zawiera 100 odtworzonych minigier z poprzednich gier z serii, wiele z nich pochodzi z gry Mario Party: The Top 100.

## Odbiór gry
Mario Party Superstars sprzedała się w liczbie 163 256 egzemplarzy w Japonii w pierwszym tygodniu od premiery, dzięki czemu stała się bestsellerową grą tygodnia.